# 489 Comacina
A 489 Comacina (ideiglenes jelöléssel 1902 JM) a Naprendszer kisbolygóövében található aszteroida. Luigi Carnera fedezte fel 1902. szeptember 2-án.